# Dermaleipa arcifera
Thyas arcifera là một loài bướm đêm trong họ Erebidae.